# Vilanova d'Alcolea
Vilanova d'Alcolea là một đô thị trong tỉnh Castellón, Cộng đồng Valencia, Tây Ban Nha. Đô thị Vilanova d'Alcolea có diện tích 68,4 km², dân số theo điều tra năm 2010 của Viện thống kê quốc gia Tây Ban Nha là 698 người. Đô thị Vilanova d'Alcolea nằm ở khu vực có độ cao 344 mét trên mực nước biển.